# گرسموور
گرسموور (به انگلیسی: Grassmoor) یک روستا در بریتانیا است که در Grassmoor, Hasland and Winswick واقع شده‌است. گرسموور ۳٬۳۶۰ نفر جمعیت دارد.